# 心おどる
『心おどる』（こころおどる）は、2025年4月1日よりNHK Eテレで放送されている趣味講座番組シリーズの総称である。

## 概要
2024年度まで放送された『趣味どきっ!』を曜日毎・ジャンル別に解体したシリーズの一つ。本シリーズでは心がときめく豊かな時間を届けるというコンセプトで、前身番組におけるライフスタイル系・文化系の講座を集約する。本シリーズで放送される番組の正式タイトルは『心おどる◯◯◯』の形となっている。
前身番組でも中期から、『人と暮らしと、台所』を皮切りに、従来のような講師と生徒のやり取り形式を取らず、全編取材VTR形式で特定の人物に密着する形式のシリーズが度々組まれており、それらの路線も当枠で引き継ぐ。また、前身番組で恒例であった「茶の湯」シリーズも当枠で放送することになっている。
NHK出版による番組テキストには、月曜日の同時間帯の『明日から使える』シリーズや、水曜日の同時間帯の『3か月でマスターする』シリーズとともに、『おとなの学びシリーズ』という共通名称が付けられる。タイトルロゴのデザインはブランド共通のテーマに則り、黄緑色の六角形としている。

## 放送時間
- 本放送

火曜日 21:30 - 22:00（Eテレ）
- 再放送

翌週火曜日 12:15 - 12:45（Eテレ）

## 放送講座
本枠では全期にわたって新作が制作されるわけではなく、当面の間は不定期に前身番組『趣味どきっ!』のアンコール放送に充てることがある。その間は『心おどる』シリーズとしては休止となるが、便宜上これらのアンコール放送の日程も記載する。
- 心おどるあの人の本棚（2025年4月1日 - 5月27日、ナレーション：大倉孝二）

| 1 | 2025年04月01日 | 久住昌之（漫画家・ミュージシャン）   |
| 2 | 2025年04月08日 | 池澤春菜（声優・作家）               |
| 3 | 2025年04月15日 | 角幡唯介（探検家・作家）             |
| 4 | 2025年04月22日 | クリス智子（ラジオパーソナリティー） |
| 5 | 2025年04月29日 | 鈴木敏夫（映画プロデューサー）       |
| 6 | 2025年05月06日 | 金原ひとみ（作家）                   |
| 7 | 2025年05月13日 | 牟田都子（校正者）                   |
| 8 | 2025年05月20日 | 京極夏彦（小説家）                   |
| 9 | 2025年05月27日 | 総集編                               |

- 心おどるあの人の台所（2025年6月3日 - 7月29日、ナレーション：山中崇）

| 1 | 2025年06月03日 | 雅姫（モデル・ファッションデザイナー）                |
| 2 | 2025年06月10日 | ピーター・アイビー（ガラス作家）                      |
| 3 | 2025年06月17日 | 横山タカ子（郷土料理研究家）                          |
| 4 | 2025年06月24日 | 渡辺康啓（料理家）                                    |
| 5 | 2025年07月01日 | 田中ナオミ（建築家）                                  |
| 6 | 2025年07月08日 | 寒川一（アウトドアライフアドバイザー）                |
| 7 | 2025年07月15日 | 口尾麻美（料理研究家）                                |
| 8 | 2025年07月22日 | マスミツケンタロウ（造形作家） セトキョウコ（料理家） |
| 9 | 2025年07月29日 | 総集編                                                |

※2025年8月12日 - 9月30日（予定）は『趣味どきっ!』2024年10 - 11月期「春風亭一之輔の江戸落語入門」アンコールを放送。
- 心おどる茶の湯 表千家（2025年10月予定）